# Jean-François Melon

Essai politique sur le commerce, 1736 (Fondazione Mansutti, Milano)

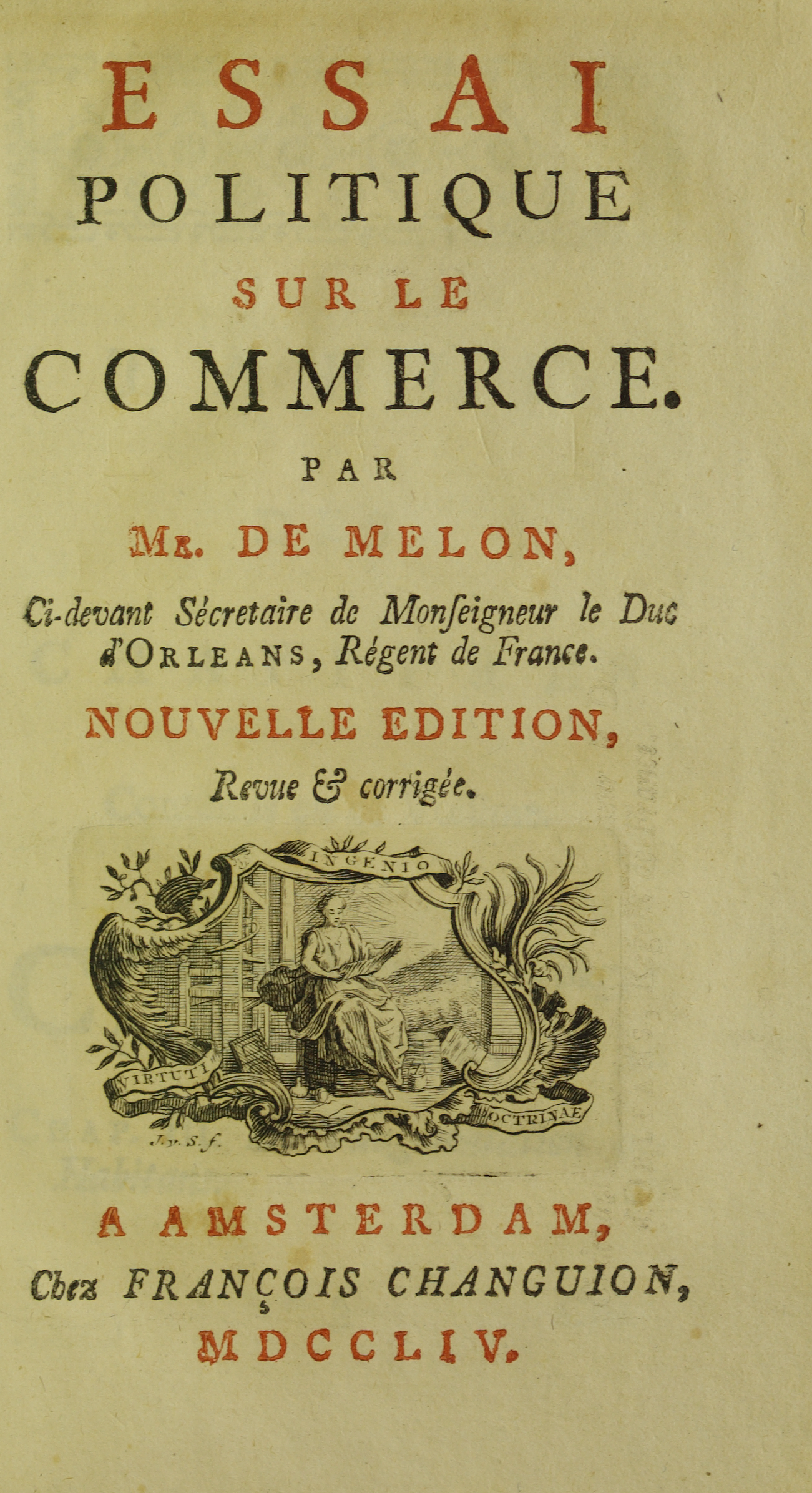
Essai politique sur le commerce, 1754

Jean-François Melon de Pradou (Tulle, 1675 – Parigi, 24 gennaio 1738) è stato un economista francese.

## Biografia
Proveniente da una famiglia di avvocati e anch’egli destinato a diventarlo, lo divenne e si trasferì a Bordeaux per praticare la professione. Originario della Francia centrale, a Bordeaux creò un'associazione per riunire gli accademici francesi. Fece da segretario a John Law, diventando un esponente della fisiocrazia, e svolgendo il ruolo di funzionario economico del regno di Francia. Dopo aver legato con studiosi e uomini di letteratura, cambiò direzione e occupò un ruolo importante nel campo della letteratura e dell’economia. Nel 1715 fondò una piccola accademia con una delle sue conoscenze, il duca di La Force, che lo dichiarò protettore. Due anni più tardi, lo stesso duca di La Force cercò di convincere Melon a unirsi al Consiglio delle Finanze a Parigi, ma quando il consiglio cessò di esistere, Melon passò agli uffici del Controllore Generale Argenson, che lo nominò Ispettore Generale e lo trasferì nuovamente a Bordeaux. Successivamente lasciò il posto per tornare a lavorare a Parigi, sotto la direzione di Padre Dubois, il ministro degli Esteri, ma poi si dimisi e il suo nuovo incarico divenne quello di segretario della legge. 
Melon ha tentato di aggiornare la dottrina francese Colbertista con l'equilibrio di idee commerciali della scuola mercantilista inglese. Il lavoro di Melon fu molto ammirato da Voltaire, Diderot e Montesquieu e un influente Quesnay. 
Nel 1729 pubblicò la sua prima opera intitolata Mahmoud le Gasnévide, che però non ottenne un gran successo. Cinque anni più tardi pubblicò il suo saggio politico sul commercio intitolato Essai politique sur le commerce, che ottenne al contrario molto successo in Francia e al quale egli deve la propria reputazione; edita nel 1734 per la prima volta, seguirono venti edizioni, alcune anche contraffatte. La seconda versione rivista risale al 1736, mentre la prima traduzione italiana è stampata nel 1754 a Venezia. L'opera tratta i principali argomenti di economia, dimostrandone l'importanza nella vita quotidiana, ad esempio a proposito del grano, della crescita demografica, della svalutazione monetaria. Melon è favorevole alla schiavitù coloniale, ma non sostiene il protezionismo delle corporazioni, ponendo in primo piano gli interessi del consumatore rispetto al produttore. Le opinioni dell'autore sui problemi finanziari della fine del regno di Luigi XIV sono oggetto del libro di Charles Dutot, Réflections politiques sur les finances et le commerce, edito a L'Aia nel 1738 e rivolto a Melon sotto forma di corrispondenza.

## L'Essai Politique sur le Commerce
L'Essai Politique sur le Commerce è considerata una grande opera di economia politica dell'Illuminismo europeo. L’opera tratta argomenti riguardanti l’economia; ha per oggetto le monete, grazie alle quali dipende la rovina del commercio o la prosperità dello stesso e che sono e saranno sempre l’anima di ogni Governo, che a seconda del suo esito, ne risulterà la ricchezza o la miseria dei Popoli. Nella sua prima edizione, pubblicata nel 1734, il testo appare un po' asciutto e tecnico, da come ci si aspetterebbe da uno specialista in economia e finanza di quel tempo. È piuttosto breve: è composta da diciotto capitoli equamente distribuiti tra l'economia reale e l'economia monetaria. L'opera fu così ben ricevuta dal pubblico che soltanto due anni dopo, nel 1736, fu ristampata una seconda edizione con alcune aggiunte (capitoli X, XI, XIX, XXI, XXII, XXIV e XXV).
In quest’opera, l’autore avanza alcuni paradossi, che non furono approvati da altri esperti, riguardanti, ad esempio, la sua opinione sull’alzamento delle monete che Melon reputava vantaggioso allo Stato. Ciò spinse Dutot a farne notare le conseguenze con le sue Réflections politiques sur les finances et le commerce, pubblicate all’Aia nel 1738 in due volumi. Il principale intento di Dutot è quello di contrastare la posizione di Melon in relazione alla variazione delle monete e non solo, trattando anche punti come l’Erario, il Commercio e la Navigazione.

### Edizioni
- (FR) Jean-François Melon, Essai politique sur le commerce, A Amsterdam, François Changuion, 1754. URL consultato il 21 giugno 2015.

## Opere
- Essai politique sur le commerce, 1734.
- Mahmoud le Gasnévide, 1729.